# Мияке (остров)
Мия́ке (яп. 三宅島, みやけじま Миякэ-дзима, «Остров святилищ») — вулканический остров в Тихом океане. Составляющая группы островов Идзу, третий по величине остров группы. Входит в состав области Мияке префектуры Токио, Япония.
В центре острова лежит вулкан Ояма, высота которого после извержения 2000 года составляет 775 м (до извержения — 814 м). В течение 1085—1983 годов его извержения фиксировали 15 раз. В большинстве случаев магма изливалась не из кратера, а со склонов вулкана, и стекала потоками в океан. После извержения 1962 года с острова были эвакуированы все дети. В 1983 году магма уничтожила 70 % поселения Ако. В результате извержения 2000 года, вызванного землетрясением, из кратера начал сочиться ядовитый вулканический газ, и всё население острова было эвакуировано сроком на 4 с половиной года. Несмотря на завершение эвакуации и открытие туристического сезона, выход газов из кратера не прекратился. За деятельностью вулкана наблюдает администрация префектуры Токио, Институт географии и Научно-исследовательский институт предупреждения катастроф.
По местной легенде, остров принадлежал синтоистскому божеству Котосиронуси, из которого он руководил соседними островами Идзу. В средневековье на территории острова располагалось 12 синтоистских святилищ, от которых пошло название острова. По другой легенде, название пошло от имени Тадзихи-но Махито Миякэмаро, японского столичного аристократа, сосланного сюда в VIII веке. До середины XIX века японское центральное правительство использовало остров в качестве места ссылки политических преступников и инакомыслящих.
Остров имеет богатую флору и фауну. На его территории проживает около 230 видов диких птиц, многие из которых являются эндемиками. Основой экономики является рыболовство, добыча водорослей, вылов омаров и устриц, а также производство масла из камелий и выращивание грибов шиитаке. Остров является частью национального парка Фудзи-Хаконэ-Идзу.